# Aphrissa boisduvalii
Aphrissa boisduvalii é uma borboleta da família Pieridae. Ela é encontrada a partir da Guatemala até ao Brasil, Colômbia e Bolívia.